# Trattato di Lione (1601)
Il trattato di Lione del 17 gennaio 1601 pose fine alla guerra franco-savoiarda, iniziata a luglio dell'anno precedente, con la firma della pace tra Enrico IV di Francia e Carlo Emanuele I di Savoia.
Naturale approdo dopo le proteste francesi sorte in seguito al trattato di Vervins del 1598, che riportava la geografia di Francia e Spagna ai confini che avevano dopo il trattato di Cateau-Cambrésis, il trattato di Lione fu voluto dal duca di Savoia Carlo Emanuele I, che ne affidò l'arbitrato a papa Clemente VIII che negoziò tra le due parti tramite il cardinale Pietro Aldobrandini. Le contese con la Francia riguardavano il Marchesato di Saluzzo, che era stato affidato, dopo il trattato di Vervins, al Piemonte.
Il papa avrebbe dovuto pronunziarsi entro un anno, ma si vide impossibilitato ad evitare di scontentare uno dei contendenti e, nel luglio del 1600, ebbe inizio la guerra tra Enrico IV e i Savoia, che vedeva l'esercito piemontese subito in difficoltà. Preoccupato dagli sviluppi politici, Clemente VIII inviò in Francia il suo legato Pietro Aldobrandini, per iniziare a concordare un trattato di pace.
La mediazione dell'Aldobrandini portò, alla fine, all'accordo tra i due contendenti:
- il duca di Savoia ottenne i territori del Marchesato di Saluzzo, cosa che valse a Carlo Emanuele il titolo di marchese.
- Centallo, Demonte, Gresin, Gaiola, Rittana, Valloriate, e Roccasparviera passarono ai sabaudi, che ottennero nuovamente i territori persi durante la guerra.
- Enrico IV acquistò la Bresse, il Bugey e la Valromey, zone oltre le Alpi di difficile controllo da parte dei Savoia.